# Eleccions legislatives franceses de 1846
Les eleccions legislatives franceses de 1846 van tenir lloc l'1 d'agost de 1846, després de la dissolució de la Cambra dels Diputats pel rei Lluís Felip I. Els resultats van reforçar la majoria parlamentària de François Guizot. Va ser l'última legislatura de la Monarquia de Juliol.

## Mode d'escrutini
Conforme a la Carta de 1830, els diputats foren elegits per escrutini majoritari uninominal a una volta a cadascuna de les 459 circumscripcions definides per le redistribució de 1831. El sufragi era censatari, i el cos electoral tenia 246.000 inscrits.

## Resultats
| Partit | Partit                   | Líder           | Vots    | %     | Escons |
| ------ | ------------------------ | --------------- | ------- | ----- | ------ |
|        | Partit de la Resistència | François Guizot | 155,718 | 63.3% | 290    |
|        | Partit del Moviment      | Adolphe Thiers  | 90,282  | 36.7% | 168    |
| Total  | Total                    | Total           | 246,000 | 100%  | 458    |

La legislatura va acabar amb la revolució francesa de 1848.